# Клей (округ, Флорида)
Клей (англ. Clay county) — округ штата Флорида Соединённых Штатов Америки. На 2000 год в нём проживало 140 814 человек. По оценке бюро переписи населения США в 2008 году население округа составляло 184 727 человек.

## История
Округ Клей был сформирован 31 декабря 1858 года, отделившись от округа Дувол. Он был назван в честь Генри Клея, известного американского политика, сенатора от Кентукки, госсекретаря США с 1825 по 1829 года.
Округ был ранее весьма популярен среди туристов из северных штатов, ехавших сюда благодаря лечебным горячим источникам и мягкому климату. Наиболее известным посетителем округа был президент Гровер Кливленд, которому даже доставляли воду из источников в белый дом. Наибольшее популярности округ достиг в последние три десятилетия XIX столетия, однако после открытия Восточно-Флоридской железной дороги, перенёсшей потоки туристов в такие города, как Палм-Бич и Майами, его популярность стала уменьшаться.
Вооружённые силы также сыграли важную роль в истории округа. В 1939 году около озера Кингсли откылся военный лагерь Блэндинг. Военные освоили здесь 113 км² для своих целей. В течение Второй мировой войны в лагере было подготовлено более 90 000 солдат. В Грин Коув Спрингз функционировал тренировочный лётный центр Ли Филд, закрытый, однако, в начале 1960-х. Тем не менее, Блэндинг функционирует и сейчас. Кроме того, в округе Клэй селятся многие военные, служащие на базах в соседнем округе Дувол.